# Enrique Collar
Enrique Collar Monterrubio est un footballeur professionnel né le 2 novembre 1934 à San Juan de Aznalfarache.
C'est une des légendes les plus grandes de l'Atletico. Avec Collar qui évoluait comme ailier gauche, les madrilènes vont remporté la Coupe d'Europe des vainqueurs de coupe de football en 1962 et seront également champion d'Espagne. En d'autres occasions, l'atletico perdra contre son voisin le Real Madrid CF après 1-2 et 1-0 en aller et retour, le Real avait gagné le match décisif à Saragosse par 2-1; Ferenc Puskás avait marqué pour le Real, Collar pour l'Athletico. Collar disputera son seul match de coupe du monde face au Brésil et ne pourra empêcher la défaite face aux futurs champions du monde.

## Formé à l'Atlético
Dans sa carrière junior, Collar joue dans deux clubs de sa ville : le FC impériale et le Peña Norit.
En 1952, il signe son premier contrat professionnel avec l'Atlético Madrid mais il est prêté au Cádiz CF et débute sous les couleurs jaune et bleu lors de la saison 1952-1953 et termine à la 3e place de la troisième division.
Il revient à Madrid en 1953 et dispute son premier match en première division le 13 septembre 1953 face à l'Espanyol Barcelone, match qui accouche d'une victoire barcelonaise 3-1. Collar joue 3 matchs avant d'être prêté à nouveau mais cette fois-ci au Real Murcie, club de seconde division, et Collar foule le terrain à 11 reprises mais ne trouve aucune fois le chemin des filets.
Collar a la possibilité de jouer à l'Atlético lors de la saison 1954-1955, il est titulaire 14 fois, marque ses 3 premiers buts et le club termine 8e.
Le 19 juin 1955, il marque son premier but sous les couleurs de son pays contre la Suisse, match remporté 3-0 par les hispaniques.
La saison 1955-1956 est la saison où Collar joue le plus de matchs, il est aligné 28 fois sur la feuille de match et en profite pour marquer 5 buts. Il finit avec son équipe à la 5e place du championnat.
Ce joueur de 22 ans commence la saison 1956-1957 avec de fières intentions de s'imposer, il dispute 21 matchs, marque 5 buts et termine une nouvelle fois 5e. La saison suivante est la même, Collar participe à 21 matchs, marque 5 buts et le club finit juste derrière le Real Madrid soit second, il dispute deux matchs internationaux. Malgré la belle saison de l'an dernier, l'Atlético et Collar retombe à leur place habituelle c'est-à-dire la 5e place, les six buts de Collar pendant le championnat n'y changent rien.
La saison 1959-1960 est celle du premier titre pour Collar qui remporte la Coupe du Roi (ou Coupe d'Espagne de football) face à l'ennemi le Real Madrid 3-1, il refont l'exploit de battre le géant madrilène l'année suivante, dans le même contexte celui de la finale de la coupe nationale ; une victoire 3-2. Le 14 juillet 1960, Collar marquera son second but chez les international face au Chili en marquant le troisième but espagnol de la rencontre (victoire 4-0 de l'Espagne).
Collar remporte lors de la saison 1961-1962, la Coupe d'Europe des vainqueurs de coupe de football 1961-1962 après avoir vaincu l'AC Fiorentina 3-0. Lui et son club termineront 3e et Collar fera 28 matchs pour 6 buts inscrits. Collar se l'auteur d'un but lors des qualifications pour le mondial 1962 contre l'Maroc le 23 novembre 1961.
Collar sera sélectionné avec l'Espagne pour la Coupe du monde de football 1962;il ne jouera qu'un match, face au Brésil et quittera la compétition dès le premier tour avec son pays. 
La saison 1962-1963 est la saison où Collar marquera le plus de but en championnat avec 9 buts,l'Athletico termine 2e mais l'élan de performance est court,l'Athletico termine 7e en 1963-1964 et perd la finale de la Coupe d'Espagne face au Real Saragosse 2-1. Mais Collar peut se réconforter avec sa sélection à l'Euro 1964. Il participe aux éliminatoires et marquera un but face à la Roumanie,il ne participera malheureusement pas au demi et à la finale mais remportera quand même sa médaille.
Revenu de France avec un titre de champion d'Europe des nations, Collar se voit jouer seulement 15 matchs et marqué 5 buts, il remportera une troisième coupe d'Espagne après une victoire en finale sur le Real Saragosse 1-0. L'athletico prendra une seconde place mérité au championnat.
La saison 1965-1966 est un triomphe pour l'Athletico Madrid. Le club remporte enfin après de multiples saisons à finir dans les poursuivants, le Championnat d'Espagne de football 1965-1966, Collar participera à 23 matchs et marquera seulement 3 buts.

## Retraite
Collar commence la saison 1966-1967 en tant que champion d'Espagne mais il n'arrive pas à défendre le titre et le club finit 4e et jouera 16 matchs et inscrira deux buts. La saison suivante, il s'enfonce un peu plus avec son équipe en terminant 6e marquant 3 buts sur 25 matchs.
La saison 1968-1969 est la dernière à l'Athletico Madrid pour Collar qui finira 6e avec son équipe faisant 25 matchs et en marquant 3 buts. Il fera la dernière saison de sa carrière au Valence CF,il terminera encore une fois à la 6e place, fera 15 matchs et trouvera 1 fois le chemin du but.

## Palmarès
- Coupe d'Europe des vainqueurs de coupe de football: 1961-1962
- Coupe d'Espagne de football: 1959-1960,1960-1961,1964-1965 (3 fois)
- Championnat d'Espagne de football: 1965-1966
- Champion d'Europe 1964